# マイケル・シクルナ
"バロン" マイケル・シクルナ（"Baron" Mikel Scicluna、1929年7月29日 - 2010年3月20日）は、マルタ共和国出身のプロレスラー。元WWWF世界タッグ王者、WWE殿堂者。
ヒールの大型ラフファイターとして、ニューヨークのWWWFなどを主戦場に活躍した。ファーストネームの "Mikel" はラテン語式に「ミケル」とも発音される。

## 来歴
カナダに移住後、1950年代にオンタリオ州トロントにてデビュー（当時のトレーニング仲間にはワルドー・フォン・エリックなどがいる）。マイク・バレンティノ（Mike Valentino）をリングネームに、1960年代前半までカナダやNWAサンフランシスコ地区を主戦場に活動した。
1965年よりWWWFに進出して、バロン・ミケル・シクルナ（Baron Mikel Scicluna）と改名。マルタ十字の施されたマントをまとった大型ヒールとして頭角を現し、1966年1月24日にニューヨークのマディソン・スクエア・ガーデンにてブルーノ・サンマルチノのWWWF世界ヘビー級王座に初挑戦、マルタ式背骨折りでサンマルチノを半失神に追い込んだ。同年9月22日にはスマッシャー・スローンをパートナーにWWWF USタッグ王座も獲得している。
1967年11月、ジャック・ブリスコ、ビクター・リベラ、スプートニク・モンロー、特別参加のクラッシャー・リソワスキーらと共に日本プロレスへ初来日。日本プロレスには1968年2月開幕のシリーズにも再来日しており、3月1日に愛知県体育館にてアントニオ猪木と、最終戦の横須賀市大会ではジャイアント馬場と、それぞれシングルマッチで対戦した。同年はオーストラリア（ジム・バーネットが主宰していたワールド・チャンピオンシップ・レスリング）にも遠征して、6月15日にシドニーでスパイロス・アリオンを破りIWA世界ヘビー級王座を獲得。7月6日にはサイクロン・ネグロと組んでマリオ・ミラノ&ドミニク・デヌーチから同タッグ王座も奪取した
1970年上期はテキサスのダラス地区にてリッパー・シクナ（Ripper Secuna）なる変名を用い、キラー・カール・コックス、ボリス・マレンコ、ロード・チャールズ・モンタギューらと共に、ジョニー・バレンタイン率いるヒール軍団の一員となって活動。同地区で人気を博していたミル・マスカラスやワフー・マクダニエルと抗争した。同年下期よりWWWFに再登場して、キャプテン・ルー・アルバーノをマネージャーにキング・カーティス・イヤウケアと "キング&バロン" のタッグチームを結成。1972年2月1日、カール・ゴッチ&レネ・グレイの独仏コンビからWWWF世界タッグ王座を奪取、第3代の王者チームとなった。
王座陥落後の1972年6月には国際プロレスに来日。ビル・ミラーと組んでストロング小林&グレート草津とのIWA世界タッグ王座決定戦に出場した。シリーズ中は草津初の金網デスマッチの対戦相手を務め、ラッシャー木村とも金網デスマッチで2回対戦している。翌1973年3月と1974年8月には全日本プロレスに登場し、1973年の来日時は『チャンピオン・カーニバル』の第1回大会に参加。トーナメント1回戦でサムソン・クツワダを下したが、2回戦でザ・デストロイヤーに敗退した。
以降もWWWF / WWFを主戦場に、1976年6月1日には、モハメド・アリがゴリラ・モンスーンに喧嘩を売ったアングルにおいてモンスーンのジョバーを務めている（アリは同月26日にアントニオ猪木との異種格闘技戦が決定しており、そのプロモーションとしてWWWFのリングに登場した）。
1978年4月には当時のWWFの提携ルートで新日本プロレスに初参戦して『MSGシリーズ』の第1回大会に出場。すでに体力的なピークを過ぎていたこともあり決勝リーグ進出は果たせなかったものの、予選トーナメント1回戦ではチーフ・ジェイ・ストロンボーとの本場MSGでの定番試合が実現している（このストロンボー戦に敗退後、敗者復活戦の1回戦でマーティン・ジョーンズ、2回戦で藤原喜明を破り勝ち進んだが、決勝リーグ進出を賭けた3回戦で坂口征二に敗れた）。
その後も中堅ヒールのポジションでWWFに定着し、ベテランのジョバーとして活動。1980年8月9日にシェイ・スタジアムにて開催されたビッグ・イベント "Showdown at Shea" では、ベビーフェイス陣営で同様のポジションにいたドミニク・デヌーチとのシングルマッチが組まれた。
1984年の現役引退後はWWFの重要拠点の一つだったペンシルベニア州フィラデルフィアに居住して、ニューヨーク・タイムズのドライバーの職に就いた。1996年にはWWF殿堂に迎えられている。
2010年3月20日、癌のため死去。80歳没。

## 得意技
マルタ式バックブリーカー
変形のカナディアン・バックブリーカー。ブッチャー・バションやネイル・グアイらが得意としたハングマンズ・ホールド（ハングマンズ・ネックブリーカー）にも類似しており、相手の脇下から首の部分に両手を回し、自分の頭を相手の背中に押し付けるようにして担ぎ上げる怪力技である。ブルーノ・サンマルチノを半失神に追い込んだ1966年1月24日のMSG定期戦では、チョーク攻撃と見なされ反則負けを取られた。

## 獲得タイトル
ワールド・ワイド・レスリング・フェデレーション
- WWWF USタッグ王座：1回（w / スマッシャー・スローン[4]）[5]
- WWWF世界タッグ王座：1回（w / キング・カーティス・イヤウケア）[12]
- WWE殿堂：1996年度（インダクターはゴリラ・モンスーン）

NWAサンフランシスコ
- NWA世界タッグ王座（サンフランシスコ版）：1回（w / ジーン・デュビューク）[23] ※マイク・バレンティノ名義

ワールド・チャンピオンシップ・レスリング（オーストラリア）
- IWA世界ヘビー級王座（オーストラリア版）：1回 [8]
- IWA世界タッグ王座（オーストラリア版）：1回（w / サイクロン・ネグロ）[9]